# Ussac
Ussac település Franciaországban, Corrèze megyében. Lakosainak száma 4271 fő (2022. január 1.). Ussac Brive-la-Gaillarde, Donzenac, Malemort, Sainte-Féréole, Saint-Pantaléon-de-Larche, Saint-Viance és Varetz községekkel határos.

## Népesség
A település népessége az elmúlt években az alábbi módon változott:
| Lakosok száma | 1387 | 2077 | 2762 | 3475 | 4006 | 4115 | 4178 | 4215 | 4234 | 4271 |
|               | 1968 | 1982 | 1990 | 2006 | 2013 | 2015 | 2017 | 2019 | 2020 | 2022 |